# Oceania Judo Union
Die Oceania Judo Union (OJU) ist einer der fünf kontinentalen Judoverbände der IJF.

## Geschichte
Die Oceania Judo Union (OJU) wurde 1965 mit den Gründungsländern Australien, Neuseeland und Papua-Neuguinea gegründet und zählt heute 20 nationale Mitgliedsverbände. Die erste Kontinentalmeisterschaft fand im Gründungsjahr in Auckland statt. Zwischen 2019 und 2021 wurde der Wettbewerb gemeinsam mit der Asiatischen Judo-Union ausgetragen, seit 2022 erfolgt er in Zusammenarbeit mit der Pan American Judo Confederation. Dies geschah aufgrund des organisatorischen Aufwands und zur gleichzeitigen Verbesserung der Vergleichbarkeit mit den anderen Kontinentalmeisterschaften.